# Милькирам
Милькирам (финик. Milki-ram) — царь Тира в середине VIII века до н. э.

## Биография
В списке правителей Тира, приведённом в трактате Иосифа Флавия «Против Апиона», не сообщается о царях, правивших этим городом между смертью Пигмалиона, скончавшегося около 773 года до н. э., и началом правления в первой половине 720-х годов до н. э. Элулая. В «Анналах» правителя Ассирии Тиглатпаласара III в период между 738 и 729 годом до н. э. упоминаются три тирских царя того времени: Итобаал II, Хирам II и Маттан II. Список отсутствующих у Иосифа Флавия правителей Тира VIII века до н. э. был ещё пополнен, когда во время археологических раскопок в Нимруде были найдены шесть надписей, упоминающие тирского царя Милькирама. Ещё одна надпись с именем этого властителя обнаружена на сосуде во время археологических раскопок в Самарии. Предполагается, что Милькирам мог властвовать над Тиром в середине VIII века до н. э. Никаких подробностей правления этого царя не сохранилось. Его преемником, скорее всего, был Итобаал II.